# Макинтайр, Фергюс Гуинплейн
Фергюс Гуинплейн Макинтайр (англ. Feargus Gwynplaine MacIntyre; 1949, графство Пертшир, Шотландия — 25 июня 2010, город Нью-Йорк, США) — британский писатель-фантаст и поэт. В России публиковался в журнале «Если».
Дебютировал с рассказом «Микадо Донован, или я, кажется, немного возбуждён!» (1986). Опубликовал ещё ряд рассказов в стиле science fiction и horror, выступал с критическими материалами. Выпустил книгу стихов «Невероятный бестиарий» (англ. Macintyre's Improbable Bestiary; 2005), роман «Женщина между мирами» (англ. The Woman Between the Worlds; 2000) и др.
По имеющимся данным, Макинтайр покончил с собой 25 июня 2010 года: его сильно обгоревшее тело было обнаружено в полностью сгоревшей бруклинской квартире. Официальные лица пожарной службы подтвердили, что пламя вспыхнуло внутри квартиры и стало следствием поджога.